# Alfonso Milián Sorribas
Alfonso Milián Sorribas (La Cuba, Teruel; 5 de enero de 1939-Zaragoza; 26 de noviembre de 2020) fue un obispo español.

## Biografía
Alfonso Milián nació el 5 de enero de 1939 en La Cuba, provincia de Teruel. Realizó los estudios eclesiásticos en el Seminario Metropolitano de Zaragoza y fue ordenado sacerdote el 25 de marzo de 1962. En 1992 obtuvo la licenciatura en Teología Catequética por la Facultad de Teología “San Dámaso” de Madrid. 

### Sacerdote
Durante su ministerio sacerdotal ocupó los siguientes cargos:
- Párroco de Azaila, Teruel (1962-1969)
- Coadjutor de la parroquia de La Puebla de Hijar, Zaragoza (1962-1967)
- Párroco de Vinaceite, Teruel, y Almochuel, Zaragoza (1967-1969)
- Párroco de San Pío, Zaragoza (1969-1983)
- Delegado de Cáritas de Arrabal, Zaragoza (1970-1976)
- Miembro del Consejo Presbiteral de la archidiócesis de Zaragoza (1978-1990)
- Consiliario diocesano del Movimiento “Junior” de la archidiócesis de Zaragoza (1980-1981)
- Vicario episcopal de la Vicaria IV de la archidiócesis de Zaragoza (1982-1990)
- Delegado diocesano de Apostolado Seglar y consiliario diocesano del Movimiento “Junior” de la archidiócesis de Zaragoza (1992-1996)
- Delegado diocesano de Pastoral Vocacional de la archidiócesis de Zaragoza (1992-1998)
- Vicario episcopal de la Vicaria II de la archidiócesis de Zaragoza (1996-2004)
- Consiliario diocesano de “Manos Unidas” de la archidiócesis de Zaragoza (1998-2004)

### Obispo
Fue nombrado obispo titular de Diana y auxiliar de Zaragoza el 9 de noviembre de 2000 por el papa Juan Pablo II. Recibió la ordenación episcopal el 3 de diciembre del mismo año en la Basílica del Pilar. 
Cuatro años después, el 11 de noviembre de 2004, Juan Pablo II le nombra obispo de Barbastro-Monzón en sustitución de Juan José Omella Omella. Tomó posesión de la sede barbastrense-montisonense el 19 de diciembre del mismo año en la catedral de Barbastro.
En la Conferencia Episcopal Española era miembro de la Comisión Episcopal de Pastoral Social desde el año 2002, siendo durante ahí obispo Delegado para Cáritas Española durante varios años.
El papa Francisco el 27 de diciembre de 2014 aceptó la renuncia al gobierno pastoral de la diócesis de Barbastro-Monzón, en conformidad al canon 401 § 1 del Código de Derecho Canónico, al cumplir 75 años. Le sucede el Ángel Javier Pérez Pueyo, hasta entonces rector del Pontificio Colegio Español "San José" de Roma.
Falleció el 26 de noviembre de 2020, a la edad de 81 años, en el hospital Miguel Servet de Zaragoza.

## Sucesión
| Predecesor: Marcel Germain Perrier  | Obispo Titular de Diana 2000- 2004    | Sucesor: Pierre-André Fournier    |
| Predecesor: Juan José Omella Omella | Obispo de Barbastro-Monzón 2004- 2014 | Sucesor: Ángel Javier Pérez Pueyo |

- Datos: Q553420
- Multimedia: Alfonso Milián Sorribas / Q553420